# Club Atlético Temperley
El Club Atlético Temperley és un club de futbol argentí de la ciutat de Temperley.

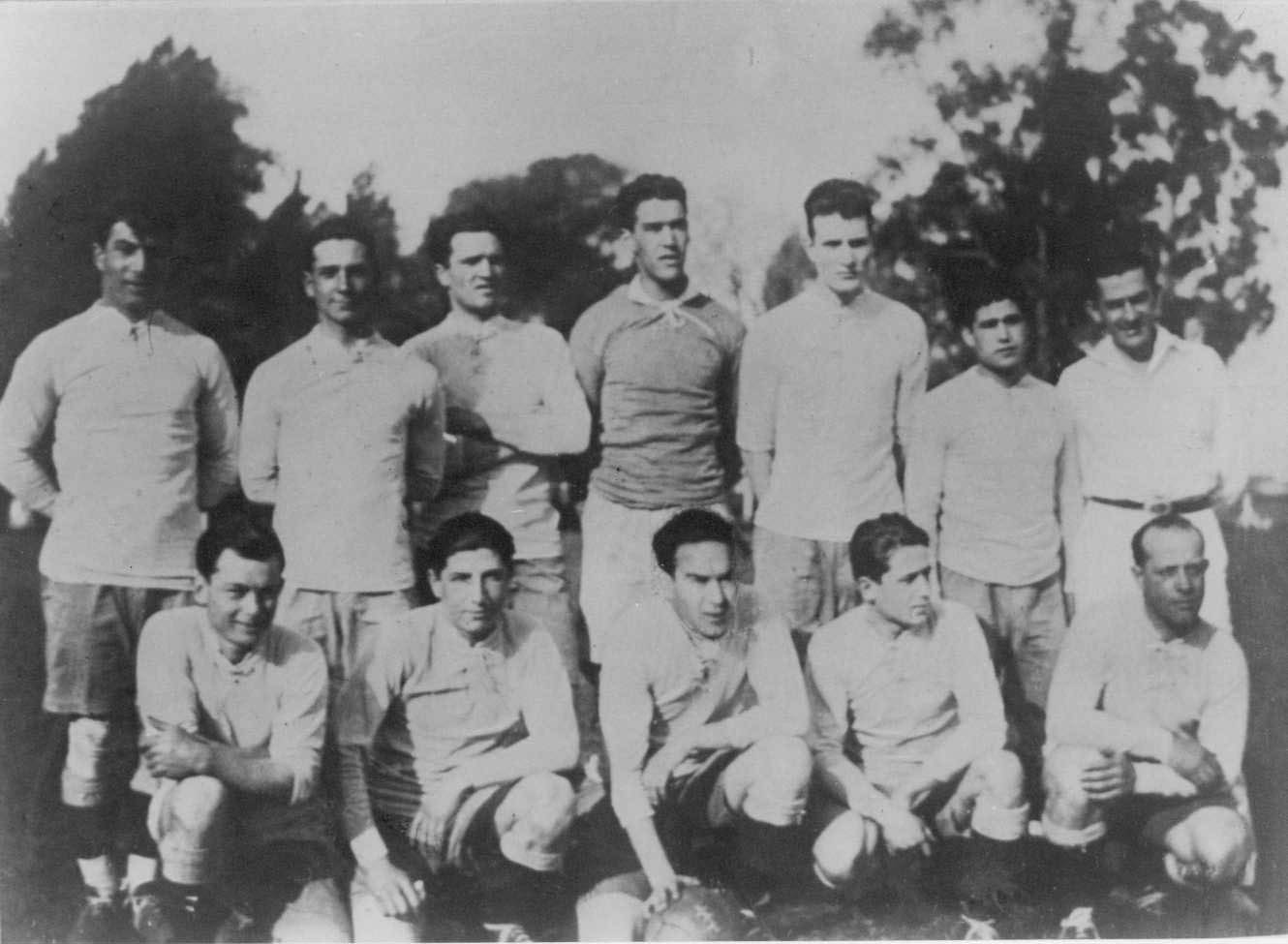
Equip segon classificat el 1924.

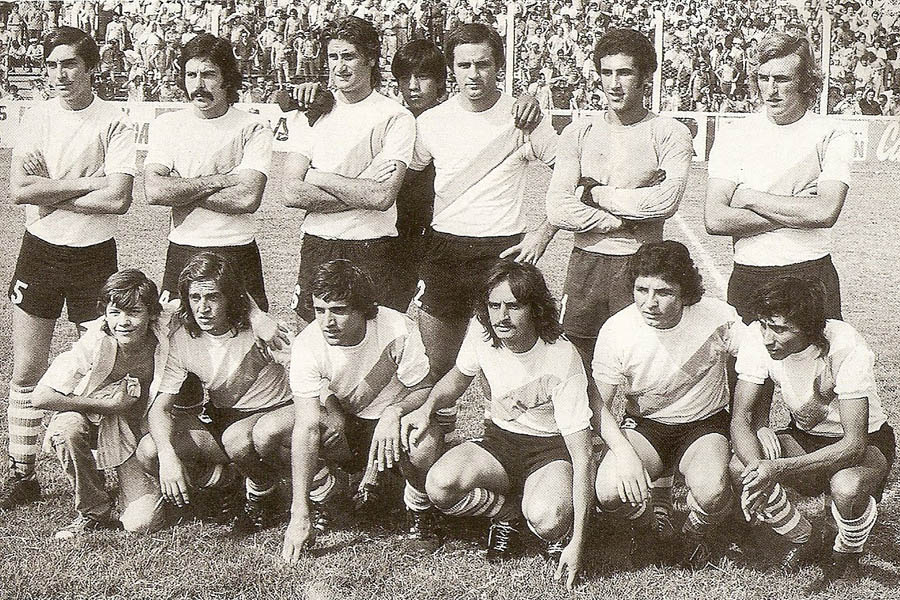
Equip campió el 1974.

## Història
El predecessor del club fou el Club de Foot-ball Centenario creat el 1910. El club va ser fundat oficialment el 4 de novembre de 1912. El 1921 canvià el nom per Club Atlético Temperley. El 1924 acabà segon a la lliga darrera Boca Juniors. El 1932 es fusionà amb Argentino de Banfield, esdevenint Argentino de Temperley, jugant entre 1932 i 1934. Quan la lliga amateur es fusionà amb la professional, retornà al nom Club Atlético Temperley.
L'any 1974 guanyà el campionat de Primera B i ascendí de nou a primera 37 anys després.
Evolució de l'uniforme:
| 1912-17 | 1917-avui |

## Palmarès
- Primera B: 1
  - 1974

- Primera C: 1
  - 1994-95